# 중싱 신촌

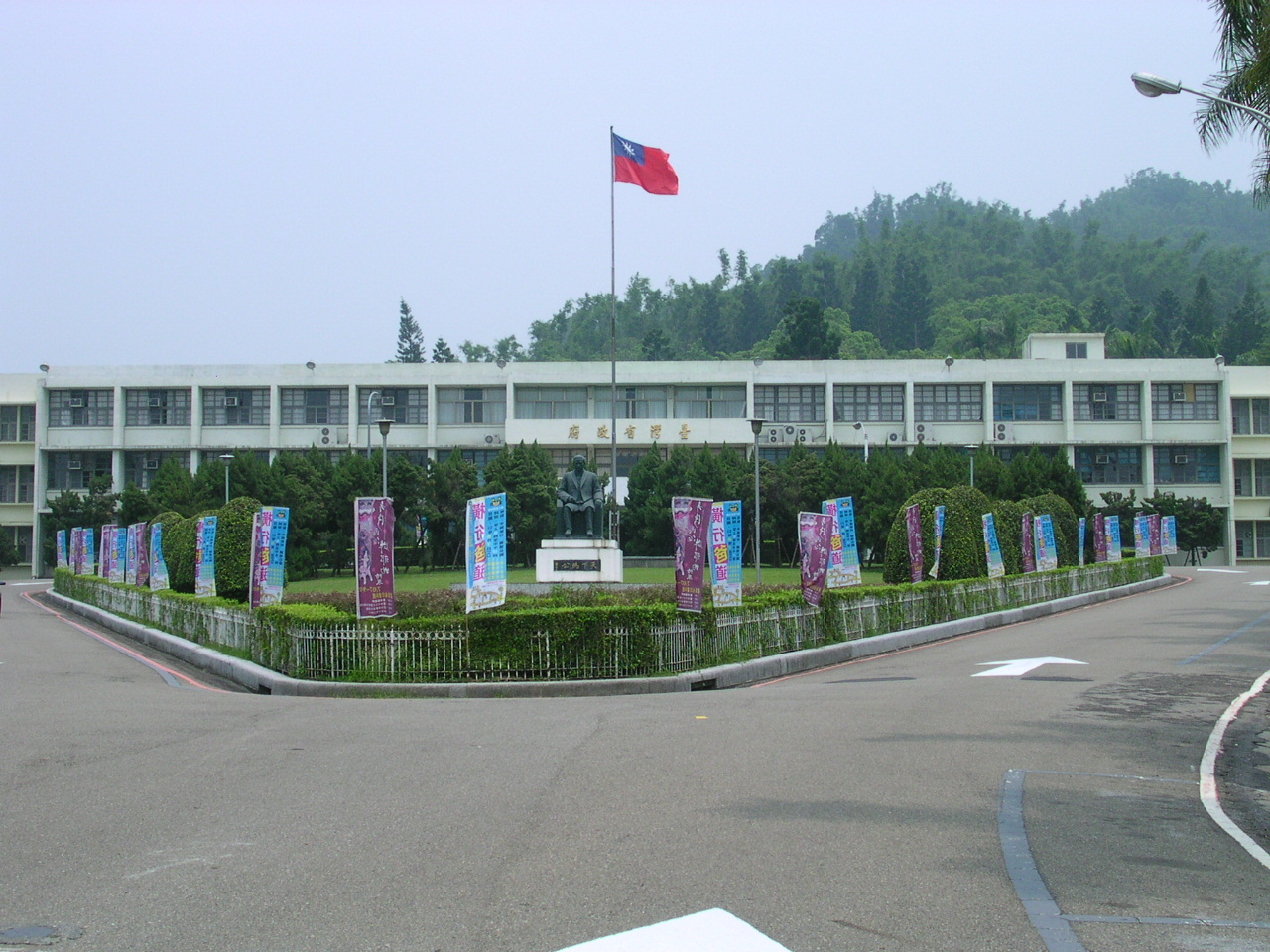
중싱 신촌에 있는 타이완 성 정부

중싱 신촌(중국어: 中興新村, 병음: Zhōngxīng Xīncūn, 한자음: 중흥신촌)은 중화민국 타이완 성 난터우 현 난터우 시에 있는 신도시이다. 타이완 성 정부 소재지이다. 후산 산 기슭에 있으며, 타이중시에서 22km 떨어져 있다. 중화민국 최초의 계획도시이다.

## 같이 보기
- 타이완 성